# Kwame Ayew
Kwame Ayew (Tamale, Ghana, 28 de diciembre de 1973) es un exfutbolista de Ghana que jugaba en la posición de delantero centro.

## Carrera

### Club
| Periodo   | Club            |
| --------- | --------------- |
| 1990      | Africa Sports   |
| 1990–1992 | FC Metz         |
| 1992–1993 | Al Ahli Doha    |
| 1993–1995 | US Lecce        |
| 1995–1996 | União Leiria    |
| 1996–1997 | Vitória Setúbal |
| 1997–1999 | Boavista FC     |
| 1999–2000 | Sporting CP     |
| 2000-2001 | Yozgatspor      |
| 2001-2002 | Kocaelispor     |
| 2002-2003 | Shenyang Ginde  |
| 2004-2006 | Inter Shanghai  |
| 2007      | Vitória Setúbal |

### Selección nacional
A nivel de selecciones menores participó en los Juegos Olímpicos de Barcelona 1992 donde anotó seis goles y ganó la medalla de bronce. Con Ghana jugó en 25 ocasiones 
de 1992 a 2001 y anotó nueve goles; participó en tres ediciones de la Copa Africana de Naciones.

## Vida personal
Es parte del clan Ayew, donde sus hermanos Abedi y Sola también se dedicaron al fútbol. Sus sobrinos André, Jordan y Rahim también son futbolistas profesionales.

## Logros

### Club
- Primeira Liga: 1999–2000[2]
- Supertaça de Portugal: 1997
- Copa de Turquía: 2001–02

### Individual
- Bota de Oro de la Asociación China de Fútbol en 2004.